# Lourdes Pérez Iturraspe

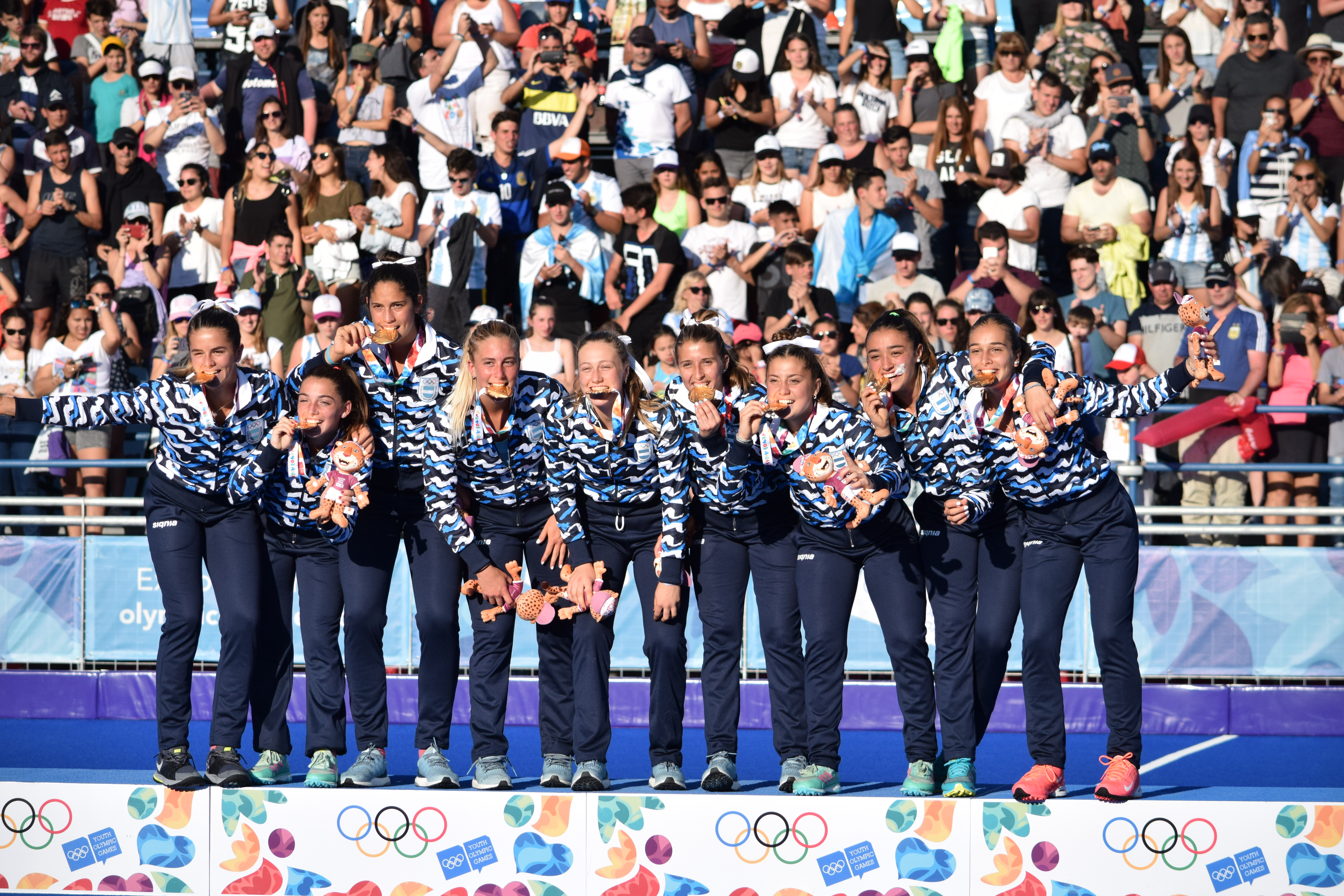
Ze swoim zespołem podczas ceremonii 2018

Lourdes Pérez Iturraspe (ur. 16 lutego 2000 w Buenos Aires) – argentyńska sportsmenka występująca na pozycji bramkarza w hokeju na trawie.

## Kariera hokejowa
W 2018 roku brała udział w Igrzyskach Olimpijskich Młodzieży 2018 w dyscyplinie hokeja na trawie. Ona i jej zespół zdobyli złoty medal.
W 2022 roku brała udział w Mistrzostw Świata Juniorów FIH w hokeju kobiet 2022, w kategorii U22. Pierwotnie została powołana do kategorii U21, ale mistrzostwa w 2021 zostały odwołane przez pandemię i w następnym roku kategoria zmieniła się na U22. Jej zespół był obrońcą tytułu i przegrał z niemiecką drużyną w ćwierćfinale. Rozegrała wówczas 5 meczów.
W czerwcu 2022 roku Pérez została powołana do drużyny seniorskiej.